# Jean Thomas de Pange
Pour les articles homonymes, voir Jean de Pange et Pange.
Le comte Jean Thomas de Pange est un historien et écrivain français né à Paris 8e le 8 avril 1881 et mort à Neuilly-sur-Seine le 20 juillet 1957.

## Biographie
Issu d'une famille de noblesse lorraine qui tire son titre du château du même nom aux environs de Metz, Jean Thomas de Pange mena des études de lettres et de droit à Paris. Élève de l'École des chartes, il y soutint en 1903 une thèse intitulée Introduction au catalogue des actes de Ferri III, duc de Lorraine (1251-1303). En 1910, il épouse la princesse Pauline de Broglie.
Il fut profondément marqué par son enfance passée à Vienne, où son père était diplomate, et par la question alsacienne-lorraine partagée entre la France et l'Allemagne. Partisan de la double culture, de l'esprit transnational et du fédéralisme, il souhaitait associer les peuples et non les confronter. Sa vie fut un combat pour l'union des peuples d'Europe et la lutte contre toutes les formes de totalitarisme. Ami de Robert Schuman, il fut l'un de ceux qui portèrent dans l'Entre-deux-guerres l'idée européenne.
Dès le début des années 1930, il s'oppose au national-socialisme, dialoguant avec des émigrés venus d'Allemagne. Cet engagement contre le nazisme lui vaut d'être arrêté par la Gestapo le 16 mai 1941, à Paris.
Cofondateur de la société des Amis de l’Université de Strasbourg (1919), chargé de cours au Centre Universitaire de Mayence (1922), docteur ès lettres, il présida la Société de l'histoire de France. Un des lycées de Sarreguemines porte son nom.

## Publications
- En Corée, Paris : Hachette, 1904.
- Introduction au Catalogue des actes de Ferri III, Paris : Champion, 1904.
- Les Lorrains et la France au Moyen Âge (introduction de Jean de Pange), Paris, Honoré Champion, 1919.
- La Rhénanie, Félix Alcan, 1922.
- Les sources de l’histoire des territoires rhénans (en collaboration avec Charles Schmidt ; J. Estienne ; J.de Font-Réaulx, A.Pfeiffer et G.Ritter), Paris, Rieder, 1921.
- Les Libertés rhénanes (Pays rhénans, Sarre, Alsace), Paris, Perrin, 1922.
- Goethe en Alsace, Les Belles Lettres, 1925
- Les soirées de Saverne, Paris, Attinger, 1927.
- Les deux cités, Paris, Attinger, 1929.
- La Cathédrale de Metz, Paris : Bloud et Gay, 1932.
- Ce qu’il faut savoir de la Sarre, Les Portiques, 1934.
- Comment se fait un roi, Plon, 1937.
- Le Rhin, Nil de l’Occident, Les Ordres de Chevalerie, 1946.
- Mes Prisons, Paris, Desclée de Brouwer, 1945.
- L'Allemagne depuis la Révolution française (1789-1945), Paris, Fayard, 1947.
- Le Roi très chrétien, Fayard, 1949 (réédition – Arma Artis, 1985, Paris).
- Les Meules de Dieu : France-Allemagne-Europe, Paris, Alsatia, 1951.
- La danse de Çiva, Genève, La Palatine, 1961.
- L’Auguste Maison de Lorraine, Lyon, éditions Dugast Rouillé, 1966.
- Le chevalier du Sang, Mercure de France, 1968.
- Journal, Paris, Grasset, 1964-1975
  - Journal, t.I (1927-1930), introduction de la comtesse Jean de Pange, Paris, Grasset, 1964.
  - Journal, t.II (1931-1933), introduction de la comtesse Jean de Pange, Paris, Grasset, 1967.
  - Journal, t.III (1934-1936), introduction de la comtesse Jean de Pange, Paris, Grasset, 1970.
  - Journal, t.IV (1937-1939), introduction et notes de Victor de Pange, Paris, Grasset, 1975.

Il consacra de nombreux articles au statut de l'Alsace-Lorraine, aux questions linguistiques, à l'histoire de la Lorraine et de Metz, aux pays rhénans (Alsace, Rhénanie, Sarre) et au rapprochement franco-allemand. Il fit notamment un remarquable exposé sur les liens unissant la Lorraine et l'Autriche devant l'Académie autrichienne en 1936 [article paru dans "Stimmen aus  Lothringen" / Voix de la Lorraine].

## Distinctions
- Officier de la Légion d'honneur (1955)[6]

### Sources
- Jean-François Thull, Jean de Pange, un Lorrain en quête d'Europe 1881-1957, Metz, Éditions Serpenoise, 2008.
- François Roth, « Jean de Pange, la Lorraine et l’Autriche », in Les Habsbourg et la Lorraine, Nancy, PUN, 1988.
- Article sur Jean de Pange paru dans "Stimmen aus Lothringen" 1936
- « Présentation de Jean de Pange », sur xaviersoleil.free.fr (consulté le 27 mai 2023)
- Alice Ballureau, « Jean de Pange », dans Isabelle Guyot-Bachy et Jean-Christophe Blanchard (dir.), Dictionnaire de la Lorraine savante, Metz : Éditions des Paraiges, 2022, p. 240-242.